# L'Air et les Songes
L'Air et les Songes. Essai sur l'imagination du mouvement est un livre de Gaston Bachelard. Il étudie la poésie inspirée par l'élément aérien. Il discute les thèses d'Henri Bergson sur le mouvement.

## Situation et contenu
À partir de La Psychanalyse du feu en 1938, Gaston Bachelard décide de classer les images littéraires selon les quatre éléments. Après le feu et l'eau dans L'Eau et les Rêves (1942), Bachelard étudie l'air.
Il analyse l'œuvre des écrivains et poètes inspirés par l'élément « air » et la sylphe, parmi lesquels William Blake, Rainer Maria Rilke, Friedrich Nietzsche et Honoré de Balzac. L'ouvrage s'inscrit dans la continuité du tournant poétique de Bachelard qui s'intéresse aux images littéraires à la suite de son œuvre de philosophie des sciences.